# ГЕС Qīngshuǐtáng
ГЕС Qīngshuǐtáng (清水塘水电站) — гідроелектростанція у центральній частині Китаю в провінції Хунань. Знаходячись між ГЕС Тунвань (вище по течії) та ГЕС Дафутан, входить до складу каскаду на річці Юаньцзян, котра впадає до розташованого на правобережжі Янцзи великого озера Дунтін.
В межах проекту річку перекрили бетонною греблею висотою 38 метра та довжиною 506 метрів. Вона утримує водосховище з об'ємом 263 млн м3 (корисний об’єм 53,3 млн м3) та нормальним рівнем поверхні на позначці 139 метрів НРМ.
Інтегрований у греблю машинний зал обладнали чотирма бульбовими турбінами потужністю по 32 МВт, які використовують напір у 7,7 метра та забезпечують виробництво 507 млн кВт-год електроенергії на рік.